# Sutta-pitaka
Sutta-pitaka (páli) či Sútra-pitaka (sanskrt), „Koš rozprav“, je druhá ze tří částí buddhistického kánonu Tipitaka. Obsahuje více než 10.000 súter, jejichž autorství je přisuzováno Buddhovi a jeho blízkým žákům.
Slovo sutta v doslovném překladu znamená „nit“ nebo „provaz“ a je příbuzné s českým slovem „šít“ nebo s latinským „sutura“. Metaforicky znamená aforismus, průpovídku, předpis, pravidlo, nebo soubor takových aforismů ve formě návodu. V buddhismu označuje především zaznamenané Buddhovy rozpravy.
Sutta-pitaka se rozděluje do pěti sbírek, neboli nikájí. 
1. Dígha-nikája, „dlouhé“ rozpravy. Obsahuje 34 rozprav.
2. Madždžhima-nikája, „středně dlouhé“ rozpravy. Obsahuje 152 rozprav.
3. Samjutta-nikája, „sdružené“ rozpravy. Obsahuje 2.889 rozprav, sdružených podle témat.
4. Anguttara-nikája, číslované" rozpravy. Obsahuje 9.557 velmi krátkých súter, uspořádaných pro mnemotechnické účely podle čísel, které se v nich objevují.
5. Khuddaka-nikája, „krátké“ rozpravy. Tato sbírka je směsí různých aforismů, ponaučení a poezie, kromě jiného obsahuje i známé Dhammapada.